# Palácio de Sobrellano
O Palácio de Sobrellano é um edifício monumental situado na vila de Comillas, Cantábria, Espanha. É obra do arquitecto catalão Joan Martorell, que o construiu por ordem do segundo Marquês de Comillas, Claudio López Bru, entre os anos 1881-1890.